# Nowopole (rejon werenowski)
Nowopole (biał. Наваполле; ros. Новополье) – chutor na Białorusi, w obwodzie grodzieńskim, w rejonie werenowskim, w sielsowiecie Pirogańce, przy drodze magistralnej . 
Dawniej zaścianek. W dwudziestoleciu międzywojennym leżało w Polsce, w województwie nowogródzkim, w powiecie lidzkim, do 11 kwietnia 1929 w gminie Bieniakonie, następnie w gminie Werenów. Po II wojnie światowej w granicach Związku Sowieckiego. Od 1991 w niepodległej Białorusi.